# Кохан, Джордж
Джордж Майкл Ко́хан или Джордж М. Ко́эн (англ. George M. Cohan, полное имя Джордж Майкл Кохан, 3 июля 1878 — 5 ноября 1942) — американский певец, танцор, актер театра и кино, драматург, композитор и поэт-песенник, продюсер. Наиболее известен своими театральными постановками, в основном водевилями. Автор «Over There» (1917) — одной из самых известных и вдохновляющих песен Америки времён Первой мировой войны за которую в 1940 году удостоен Золотой медали Конгресса США.
Известный в начале XX столетия как «Человек, которому принадлежал Бродвей», историками искусства он считается отцом американской музыкальной комедии.
О жизни и творчестве Д. Кохана поставлены две бродвейские пьесы и сняты художественные фильмы «Янки Дудл Денди» (1942) и «Джордж М!» (1968).

## Биография

### Ранние годы
Джордж Кохан родился в 1878 году в Провиденсе, штат Род-Айленд, в семье ирландских католиков. В свидетельстве о крещении указано, что Коэн родился 3 июля, но он и его семья всегда настаивали на том, что он «родился четвертого июля».
Его родители отец Иеремия «Джере» (Кеохейн) Кохан (1848—1917), мать Хелен «Нелли» Костиган Коэн (1854—1928) и старшая сестра Жозефина «Джози» Коэн Нибло (1876—1916) были путешествующими артистами водевиля, и маленький Джордж присоединился к ним на сцене в раннем возрасте, когда подрос и научился танцевать и петь.
В возрасте 8 лет выступал, вначале играя на скрипке, а затем как танцор. Он был четвертым членом семейного водевиля под названием «Четыре Кохана».
В 1890 году Джордж гастролировал самостоятельно как звезда шоу под названием «Плохой мальчик Пека», а затем вновь присоединился к семейной труппе. Четыре Коэна с 1890 по 1901 год в основном гастролировали вместе.
В 1893 году в Нью-Йорке Джордж Коэн и его сестра дебютировали на Бродвее в скетче под названием The Lively Bootblack.
В эти годы Джордж, обращаясь к публике, произнес речь на закрытии занавеса после представления семейной труппы «Четыре Кохана», которая стала знаменитой: «Моя мать благодарит вас, мой отец благодарит вас, моя сестра благодарит вас, и я благодарю вас».
Семья гастролировала большую часть года и летние каникулы, отдыхая от гастролей, Джордж проводил в доме своей бабушки в Норт-Брукфилде, штат Массачусетс.
В 1889 году женился на Этель Ливи, с которой жил в браке до 1907 года. Этель, урожденная Грейс Этелия Фаулер, была певицей, танцовщицей и актрисой театра. У супругов родилась дочь.
Воспоминания о счастливых днях детства на каникулах у бабушки вдохновили Джорджа на создание в 1907 году мюзикла «50 миль от Бостона», действие которого происходит в Северном Брукфилде и содержит одну из его самых известных песен «Харриган». В 1934 году он сказал репортеру: «…Нет места лучше, чем Северный Брукфилд».
В детстве и отрочестве Джордж отличался буйным темпераментом, но со временем научился контролировать свои эмоции в жизни и на сцене.

### Ранняя карьера
Еще будучи подростком Джордж начал писать оригинальные пародии и песни для семейного исполнения как в водевилях, так и для шоу индивидуальных исполнителей.
Быстро достиг профессионального уровня и в 1893 году впервые продал свою пьесу.
В 1901 году написал, поставил и продюсировал свой первый бродвейский мюзикл «Сын губернатора» для семейной труппы «Четыре Кохана».
В 1904 году шоу «Маленький Джонни Джонс», в котором были представлены авторские мелодии «Передай привет Бродвею» и «Янки-болванчик» стало первым большим успехом Джорджа на Бродвее.
В 1907 году развелся с первой женой и вступил в брак с танцовщицей Агнес Мэри Нолан. Союз оказался счастливым и Агнес оставалась женой Джорджа до его смерти в 1942 году. В семье родились трое детей.
В начале XX столетия Джордж Кохан стал одним из ведущих авторов в Tin Pan Alley, опубликовав более 300 оригинальных песен, известных своими запоминающимися мелодиями и умными текстами, среди которых стали наиболее популярными:
- «Ты великий старый флаг»;
- «Сорок пять минут от Бродвея»;
- «Мэри — великое старое имя»;
- «Самый теплый ребенок в компании»;
- «В конце концов, жизнь — забавное предложение»;
- «Я хочу услышать мелодию янки-дудла»;
- «Вы не будете заниматься бизнесом, если у вас нет группы»;
- «Маленькая городская девушка»;
- «Я очень рад, что живу, вот и все»;
- «Эта призрачная мелодия»;
- «Всегда оставляй их смеяться, когда прощаешься».

### «Over There»
Композиция Джорджа Кохана «Вот там» (Over There), созданная в апреле 1917 года, — самая популярная песня о Первой мировой войне в США, — позже была записана в исполнении Норы Байес, Энрико Карузо и других певцов. Песня стала настолько популярной среди солдат и рабочих, что с американской верфи было спущено судно, названное «Костиган» в честь деда Кохана, Денниса Костигана. Во время крестин судна оркестр играл музыкальную тему «Вот там», а присутствующие пели песню.
С 1904 по 1920 год Кохан вместе со своим другом Сэмом Х. Харрисом создал и продюсировал более 50 мюзиклов, пьес и ревю на Бродвее.

### Бродвейские театры
В 1909 году Джордж Кохан открыл в Нью-Йорке на Манхеттене собственный театр под названием Гайети (Gaiety Theatre), который располагался по адресу Бродвей 1547. Проект здания был разработан фирмой Herts & Tallant. В новом театре были реализованы революционные концепции организации зрительного зала: отсутствовали обычные для театров Бродвея колонны, закрывающие обзор с балкона, а оркестр «утоплен» в нише — помещен в оркестровую «яму», в то время как ранее оркестр находился на одном уровне с сиденьями зрителей перед сценой.
Театр Гайети открылся 4 сентября 1909 года пьесой «Охотник за удачей». Наиболее успешной постановкой в первые годы его существования был спектакль «Lightnin», выдержавший 1 291 постановку, начиная с 16 августа 1918 года.
Второй театр для Джорджа Кохана на 1 086 мест был спроектирован архитектором Джорджем Кейстером и был построен на Манхеттене в Нью-Йорке по адресу Бродвей 1482.
Театр открылся 13 февраля 1911 года постановкой авторской пьесы «Get-Rich-Quick Wallingford». Пьесы «Маленький миллионер» (1911) и «Поташ и Перлмуттер» (1913) стали наиболее успешными постановками театра. В 1915 году Кохан и его партнер Харрис продали театр со скидкой Джо Леблангу, продавцу билетов.
Пьесы Джорджа Кохана начала XX века были чрезвычайно популярны: в 1910-х годах авторские пьесы шли одновременно в пяти американских театрах. Бродвейская постановка «Восхождение» 1917 года стала хитом в Лондоне в следующем 1918 году.

### «Семь ключей к лысине»
Одной из самых новаторских пьес Коэна была инсценировка «Семь ключей к лысине» в 1913 году, которая первоначально не удовлетворила некоторых зрителей и критиков, но позже получила широкое признание публики и стала хитом. Коэн адаптировал пьесу как сценарий к фильму в 1917 году. Позднее пьеса «Семь ключей к лысине» была адаптирована для кино еще шесть раз, а ее версии вышли выпущены на телевидении и радио. Последняя адаптация пьесы — фильм «Дом длинных теней» (1983) с Винсентом Прайсом в главной роли.
После глубоких разногласий 1919 года с Ассоциацией справедливости актеров Джордж Кохан на несколько лет отошел от творческой работы.
В 1925 году опубликовал свою автобиографию под названием «Двадцать лет на Бродвее и годы, которые потребовались, чтобы туда добраться».

### Позднее творчество
Вновь вернулся к творчеству в 1930 году, поставив на сцене шоу в водевильном стиле «Человек песни и танца» в память об отце.

### Работы в кинематографе
Джордж Кохан снимался как актер в ранних немых американских фильмах, но ему не нравились голливудские методы производства.
В 1932 году Кохан снялся в двойной роли холодного коррумпированного политика и его обаятельного идеалистического двойника в голливудском музыкальном фильме «Президент-призрак» производства кинокомпании Paramount Pictures.
В 1934 году Кохан снял единственный звуковой фильм — «Азартные игры», основанный на его собственной пьесе 1929 года. Один из кинокритиков отозвался о фильме «Азартные игры»: «скучная адаптация явно устаревшей пьесы, поставленная с использованием устаревшей театральной техники». Фильм не сохранился и считается утерянным.
Как серьезный актер кино Джордж Кохан получил признание в комедии Юджина О'Нила «Ах, глушь!» (1933) и мюзикле Роджерса и Харта «Я бы предпочел быть правым» (1937).
В 1937 году Кохан воссоединился с Сэмом Х. Харрисом, чтобы поставить пьесу под названием «Фултон из Оук-Фолс», где играл главную роль.
Последней работой Джорджа Кохана стала пьеса «Возвращение бродяги», поставленная на сцене в 1940 году.
1 мая 1940 года президент США Франклин Д. Рузвельт вручил Джорджу М. Кохану Золотую медаль Конгресса США за   поднятие боевого духа американцев в Первой мировой войне, в частности, за песни «Ты великий старый флаг» и «Вот там».
1942 году в США вышел музыкальный биографический фильм о Джордже М. Кохане «Янки Дудл Денди».
Роль Джорджа Кохана исполнил Джеймс Кэгни, что принесло актеру премию «Оскар». Фильм был показан в частном порядке для тяжело больного Кохана.

### Болезнь и смерть
Джордж Майкл Кохан последние годы жизни был болен раком брюшной полости.
Скончался 5 ноября 1942 года в возрасте 64 лет в Нью-Йорке, где и похоронен на кладбище Вудлон.

## Семья
- Первая жена — певица, танцовщица и актриса театра Этель Ливи, урождённая Грейс Этелия Фаулер (1880—1955). В браке родилась дочь Жоржетта. Супруги жили вместе с 1889 по 1907 год, когда брак был расторгнут.
- Вторая жена — танцовщица Агнес Мэри Нолан (1883—1972). Супруги состояли в браке с 1907 года до смерти Джорджа Кохана в 1942 году. В семье родились дети Мэри Кохан, Джордж М. Кохан-младший и Хелен Кохан.

## Роли в театре

### Избранные работы
- «Плохой мальчик Пека» (1890, звезда шоу)
- «The Lively Bootblack» (1893, дебют на сцене Бродвея в скетче совместно с сестрой)
- «Сын губернатора» (1901, авторский мюзикл для семейной труппы «Четыре Кохана»)
- «Фултон из Оук-Фолс» (1937, авторская пьеса, главная роль)

## Режиссура

### Избранные работы в театре
- «Сын губернатора» (1901, авторский мюзикл для семейной труппы «Четыре Кохана»)
- «Фултон из Оук-Фолс» (1937, авторская пьеса)
- «Бродяга» (1940, авторская пьеса)

### Работы в кинематографе
- «Азартные игры» (1934, художественный фильм по мотивам авторской пьесы 1929 года)

## Продюсирование

### Избранные работы в театре
- «Сын губернатора» (1901, авторский мюзикл для семейной труппы «Четыре Кохана»)
- «Фултон из Оук-Фолс» (1937, авторская пьеса)
- «Бродяга» (1940, авторская пьеса)

### Работы в кинематографе
- «Азартные игры» (1934, художественный фильм по мотивам авторской пьесы 1929 года)

## Фильмография

### Киносценарии
- «Семь ключей к лысине» (1917, адаптация одноимённой пьесы)
- «Азартные игры» (1934, по мотивам пьесы 1929 года)

### Роли в кино
- «Президент-призрак» (1932, музыкальный фильм, главная роль)
- «Ах, глушь!» (1933)
- «Я бы предпочёл быть правым» (1937, мюзикл)

### Авторская режиссура
- «Азартные игры» (1934, звуковой художественный фильм по мотивам пьесы 1929 года)

### Художественные фильмы, снятые на основе пьес другими режиссёрами
- Пьеса «Семь ключей к лысине» с 1917 года семь раз экранизирована в США
- «Маленькая Нелли Келли» (1940, киноверсия мюзикла 1922 года)
- «Самый подлый человек в мире» (1943)
- «Дом длинных теней» (1983, адаптация пьесы «Семь ключей к лысине», восьмая киноверсия)

### Наиболее популярные песни
- «Харриган»
- «Ты великий старый флаг»
- «Сорок пять минут от Бродвея»
- «Мэри — великое старое имя»
- «Самый тёплый ребёнок в компании»
- «В конце концов, жизнь — забавное предложение»
- «Я хочу услышать мелодию янки-дудла»
- «Вы не будете заниматься бизнесом, если у вас нет группы»
- «Маленькая городская девушка»
- «Я очень рад, что живу, вот и всё»
- «Эта призрачная мелодия»
- «Всегда оставляй их смеяться, когда прощаешься»
- «Вот там» (1917)

### Киносценарии
- «Семь ключей к лысине» (1917, адаптация одноименной пьесы)
- «Азартные игры» (1934, по мотивам пьесы 1929 года)

### Избранные пьесы. 1901—1940
- «Сын губернатора» (1901, мюзикл)
- «Маленький Джонни Джонс» (1904)
- «50 миль от Бостона» (1907, мюзикл)
- «Семь ключей к лысине» (1913)
- «Восхождение» (1917)
- «Маленькая Нелли Келли» (1922, мюзикл)
- «Азартные игры» (1929)
- «Человек песни и танца» (1930)
- «Фултон из Оук-Фолс» (1937, совместно с Сэмом Х. Харрисом)
- «Возвращение бродяги» (1940)

### Книга
- Двадцать лет на Бродвее и годы, которые потребовались, чтобы туда добраться. — Нью-Йорк, 1925. (Автобиография, на английском языке)

## Награды и признание
- Золотая медаль Конгресса США (1940);
- В 1959 году на Бродвее в Нью-Йорке была установлена бронзовая статуя Джорджа М. Кохана;
- В 1970 году Джордж М. Кохан был включён в Зал славы авторов песен[6];
- В 2003 году занесен в Зал славы американского фольклора;
- Удостоен звезды на Аллее славы в Голливуде; находится на Голливудском бульваре, 6734;
- В 2006 году занесен в Зал славы музыки Лонг-Айленда;
- Почтовая служба США выпустила памятную марку номиналом 15 центов в честь Джорджа М. Кохана в годовщину его столетия 3 июля 1978 года. Марка создана художником Джимом Шарпом;
- В 2009 году бронзовый бюст Джорджа М. Кохана работы художника Роберта Шура был открыт на углу улиц Викенден и Говернор-стрит в Фокс-Пойнт, Провиденс, в нескольких кварталах от места его рождения;
- На углу улиц Викенден и Говернор-стрит в Фокс-Пойнт, Провиденс, создана площадь Джорджа М. Коэна;
- Город Провиденс учредил ежегодную Премию Джорджа М. Коэна за выдающиеся достижения в области искусства и культуры.

## Образы в кино
- «Янки Дудл Денди» (1942, биографический художественный фильм-мюзикл, США)
- «Джордж М!» (1968, биографический художественный фильм-мюзикл, США)

## Произношение имени
Согласно книге Дона Макейба «Кэгни», сам Джордж М. Кохан произносил своё имя «Джордж М. Коха́н», но в самом конце жизни стал говорить «Ко́эн» в знак солидарности со своими еврейскими друзьями (сам он был не еврейского, а ирландского происхождения). Большинство американцев же говорили «Ко́хан».

### Публикации
- Джордж М. Кохан на обложке журнала Time
- George M. Cohan, 64, Dies at Home Here // New York Times (6 ноября 1942)
- Musical of the Month: A Biography of George M. Cohan // New York Public Library (1 августа 2012)

### Музыка
- Плейлист с песнями Джорджа М. Кохана // Библиотека Конгресса США